# Thevetia
Genre
Thevetia est un genre de plantes dicotylédones de la famille des Apocynaceae, sous-famille des Rauvolfioideae. Ce sont des arbres ou des arbustes originaires des régions tropicales d'Amérique, qui comprend trois espèces acceptées.

## Étymologie
Le nom générique, « Thevetia », est un hommage à André Thevet (1502–1592), explorateur français qui voyagea au Brésil et en Guyane.

## Caractéristiques générales

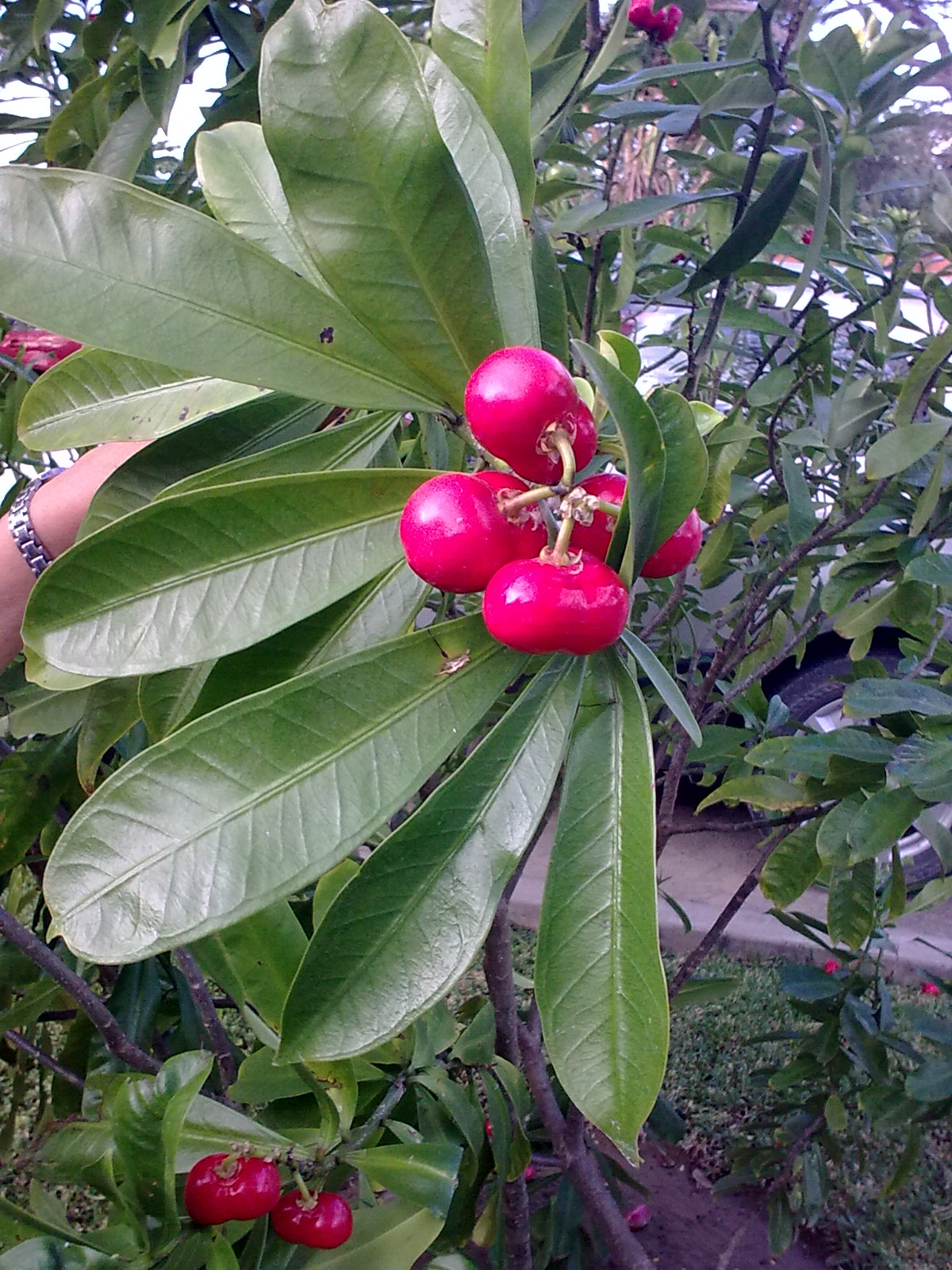
Fruits et feuilles (Thevetia ahouai).

Les plantes du genre Thevetia sont des arbres ou des arbustes exsudant un latex laiteux, pouvant atteindre 1 à 13 mètres de haut. Les feuilles, alternes, pétiolées, ont un limbe subcoriace, lancéolé ou obovale à spatulé, avec une nervation secondaire peu visible.
Les inflorescences, terminales, sont des corymbes simples, rarement composés. Les sépales présentent des colléters. La corolle, jaune à jaunâtre parfois teintée de pourpre, est hypogyne (ovaire supère), hypocratériforme ou infundibuliforme, les lobes de la corolle, contortés vers la gauche, sont réfléchis ou étalés. Les appendices suprastaminaux (situés au-dessus des anthères) sont de type deltoïde. Les anthères, supportées par des côtes, sont latrorses (à déhiscence latérale), et agglutinées sur le stigmate, avec un connectif apical deltoïde, et des appendices infrastaminaux quadrangulaires, hirsutuleux. L'ovaire est partiellement syncarpique, avec 2 ovules par carpelle, à placentation marginale.
Les fruits sont des drupes réniformes, à exocarpe rouge, avec ou sans lenticelles, à mésocarpe coriace et endocarpe segmenté, fin. 
Les graines présentent une aile fimbriée, ou pas d'aile. La testa est  coriace ou crustacée, l'embryon comprimé d'un côté.

## Distribution
L'aire de répartition originelle du genre Thevetia comprend le Mexique, l'Amérique centrale (Belize, Costa Rica, Guatemala, Honduras, Panama), les Antilles (Cuba) et l'Amérique du Sud, de la Colombie et du Venezuela jusqu'au Brésil et au nord de l'Argentine. Ces plantes ont été introduites en Chine où une espèce (Thevetia ahouai) est cultivée,.

## Taxinomie
Le genre Thevetia est étroitement apparenté au genre Cascabela dont la circonscription a été révisée en 2007 sur la base d'une analyse phylogénétique fondée sur des caractères morphologiques. La séparation des deux genres est basée sur la structure contrastée des fleurs et des fruits et sur la forme des graines. Toutefois certains taxinomistes continuent à inclure les espèces du genre Cascabela dans le genre Thevetia.
Les caractéristiques morphologiques qui distinguent les deux genres sont les suivantes : 
- dans le genre Thevetia, les fleurs ont une corolle hypocratériforme ou infundibuliforme jaune à blanchâtre, des appendices suprastaminaux deltoïdes, et le fruit est rouge, drupacé, segmenté avec quatre endocarpes fibreux, et des graines comprimées sans ailes ;
- dans le genre Cascabela, les fleurs ont une corolle infundibuliforme jaune, avec des appendices suprastaminaux digitiformes, et le fruit est une drupe noire avec des endocarpes pierreux et des graines non comprimées et légèrement ailées.

### Synonymes
Selon Plants of the World online (POWO) (7 novembre 2020) :
- Ahouai Mill.
- Plumeriopsis Rusby & Woodson

### Espèces acceptées
Selon World Checklist of Selected Plant Families (WCSP) (7 novembre 2020) :
- Thevetia ahouai (L.) A.DC. (1844)
- Thevetia amazonica Ducke (1922)
- Thevetia bicornuta Müll.Arg. (1860)

### Espèces reclassées
Selon World Checklist of Selected Plant Families (WCSP) (7 novembre 2020) :
- Thevetia alliodora → Cascabela ovata
- Thevetia cuneifolia → Cascabela ovata
- Thevetia gaumeri → Cascabela gaumeri
- Thevetia humboldtii → Cascabela thevetioides
- Thevetia linearis → Cascabela thevetia
- Thevetia neriifolia → Cascabela thevetia
- Thevetia ovata → Cascabela ovata
- Thevetia peruviana → Cascabela thevetia
- Thevetia pinifolia → Cascabela pinifolia
- Thevetia plumeriifolia → Cascabela ovata
- Thevetia spathulata → Cascabela gaumeri
- Thevetia steerei → Cascabela gaumeri
- Thevetia thevetia → Cascabela thevetia
- Thevetia thevetioides → Cascabela thevetioides
- Thevetia yccotli → Cascabela thevetioides